# جليكان سفلي
جليكان سفلي (بالفارسية: جلیکان سفلی)، تُعرف أيضًا باسم جلیکان پايين هي قرية في قسم ميانرود الريفي، ناحية چمستان، مقاطعة نور، مقاطعة مازندران، إيران. في تعداد عام 2006 ، بلغ عدد سكانها 878، ضمن 227 أسرة. 